# Tellier T.2
Tellier T.2 byl prototyp francouzského dvouplošného námořního hlídkového létajícího člunu s dvoučlennou osádkou navržený Alphonse Tellierem v roce 1916 a vyrobený ve spolupráci společnostmi Tellier (trup) a Voisin (křídla).
Trup byl vyroben ze dřeva, a stroj užíval motor Hispano-Suiza 8Ba o výkonu 200 hp (149 kW). Stroj poprvé vzlétl v červnu 1916. Letové zkoušky prototypu probíhaly úspěšně a vedly k objednávce vylepšené sériové varianty nesoucí označení Tellier T.3. Samotný prototyp T.2 byl zničen již v červnu 1916 po selhání motoru za letu.

## Specifikace
Údaje podle publikace French Aircraft of the First World War

### Technické údaje
- Posádka: 2 (pilot a pozorovatel)
- Délka: 11,84 m
- Rozpětí: 15,60 m
- Výška: 3,40 m
- Nosná plocha: 47 m²
- Prázdná hmotnost: 1 150 kg
- Vzletová hmotnost: 1 750 kg
- Pohonná jednotka: 1 × vidlicový motor Hispano-Suiza 8Ba
- Výkon pohonné jednotky: 200 hp (149,1 kW)

### Výkony
- Maximální rychlost: 145 km/h
- Výstup do 1000 m: 6 minut 30 sekund
- Dolet: 700 km